# História de Ciríaco
Predefinição:Relato de cidadãos Ciriaquenses
```
Ciríaco é uma cidade que se localiza no final da encosta superior do nordeste do rio grande do sul e foi inicialmente povoada por índios kaingang que viviam nas matas livremente, eram índios aguerridos e adversários dos guaranis que foram aos poucos desaparento nos seculos 18 após terem sido destruídas as reduções jesuitisas. 
                                                                              
O município de Passo fundo que abrangia a área da atual Ciríaco contava com a redução de santa teresa que era comandada pelo padre Ximenes, mas por causa de ter restado apenas alguns vestígios pouco se conhece sobre esta redução. Após algum tempo os grandes campos foram aos poucos povoados por paulistas que vinham em busca de escravos e riquezas para suas plantações de café.
```

Ciriaco só no ano de 1850 começou a ser povoado, posteriormente à esta data entraram os colonizadores de descende cia italiana que haviam se estabelecido inicialmente nas antigas collonias de Dona Isabel, Conde d"eu e Alfredo Chaves. Quando as famílias foram ficando numerosas partiram em busca de novas terras e os paulistas que tinham em parte comprado e em parte requerido títulos destas terras devolutas fizeram loteamentos que foram adquiridos por estas familias que até hoje residem nesta cidade.